# Arimantas Račkauskas
Arimantas Račkauskas (* 18. Juli 1940 in Vilnius) ist ein litauischer Politiker, ehemaliger Vizeverkehrsminister und Bürgermeister von Kaunas.

## Leben
Von 1953 bis 1957 lernte er am Kauno politechnikumas. Von 1957 bis 1962 absolvierte er das Diplomstudium als Ingenieur-Mechaniker am Kauno politechnikos institutas (KPI). Von 1962 bis 1965 lernte er in der Abend-Musikschule in Kaunas. Von 1966 bis 1969 absolvierte er die KPI-Aspirantur und 1971 promovierte über Dynamik hermetisierter Kontaktsysteme. Von 1969 bis 1974 war er wissenschaftlicher Mitarbeiter bei KPI. Von 1978 bis 1992 lehrte er und von 1981 bis 1992 leitete den Lehrstuhl an der Lietuvos vadybos akademija. Ab 1983 war er Dozent.
Von 1990 bis 1992 war er Deputat im Stadtrat und von 1992 bis 1995 Bürgermeister der Stadtgemeinde Kaunas. Von 1997 bis 2000 war er stellvertretender Verkehrsminister Litauens. Danach war er Vizedirektor von Lietuvos regioninių tyrimų institutas, Präsident von Nacionalinės regionų plėtros organizacijų asociacija und Vorsitzender von Lietuvos vietos bendruomenių organizacijų sąjunga.
Er war Mitglied von Lietuvos krikščionių demokratų partija.